# Papuaphiloscia laevis
Papuaphiloscia laevis is een pissebed uit de familie Philosciidae. De wetenschappelijke naam van de soort is voor het eerst geldig gepubliceerd in 1973 door Leonard Peter Schultz.